# Gmina Smederevska Palanka
Gmina Smederevska Palanka (serb. Opština Smederevska Palanka / Општина Смедеревска Паланка) – gmina w Serbii, w okręgu podunajskim. W 2018 roku liczyła 45 823 mieszkańców.